# The Economic Times
The Economic Times là một nhật báo tiếng Anh được xuất bản tại Ấn Độ, lần đầu vào năm 1961. Với lượng độc giả trên 800.000 người, đây là tờ báo kinh doanh bằng tiếng Anh được đọc nhiều thứ hai thế giới, chỉ xếp sau tờ The Wall Street Journal của Mỹ. Báo được xuất bản cùng một lúc tại 12 đô thị của Ấn Độ, bao gồm Mumbai, Bangalore, Delhi, Chennai, Kolkata, Lucknow, Hyderabad, Jaipur, Ahmedabad, Nagpur, Chandigarh và Pune.
The Economic Times có trụ sở chính ở Mumbai, trong tòa nhà The Times of India. Nội dung chính của báo là các vấn đề kinh tế Ấn Độ, tài chính quốc tế, giá cổ phiếu, giá hàng hóa (giao dịch trên sàn) và các vấn đề tài chính khác. Nhà sáng lập và cũng là tổng biên tập đầu tiên khi báo ra đời là P.S. Hariharan.
Tương tự tờ Financial Times của Anh, The Economic Times được in trên báo màu hồng cá hồi. Kênh phân phối đưa báo đến tất cả các thành phố lớn của Ấn Độ. Tháng 6 năm 2009, báo ra một kênh truyền hình tên là ET Now.

## Phụ trương
- Brand Equity (Weekly): phụ trương màu ra mỗi thứ Tư hàng tuần, có nội dung về marketing, quảng cáo, truyền thông và nghiên cứu thị trường
- Corporate Dossier: phụ trương ra mỗi thứ Sáu hàng tuần cùng với The Economic Times, nhắm đến đối tượng độc giả là giám đốc điều hành các công ty Ấn Độ. Nội dung đặc biệt tập trung vào quản trị và chiến lược.
- ET Travel: phụ trương màu ra hàng tuần, có nội dung về du lịch
- ZigWheels: phụ trương màu ra hàng tuần, có nội dung bao quát tất cả các khía cạnh của ngành công nghiệp sản xuất ô tô
- ET Realty: phụ trương về bất động sản
- ET Wealth : phụ trương ra hàng tuần, có nội dung về tài chính cá nhân
- Investor's Guide: phụ trương phân tích về vốn cổ phần, quỹ,...

## Tổng biên tập
- Thập niên 1960, 1970: PS Hariharan (1961–1964), DK Rangnekar (1964–1979)
- Thập niên 1980: Hannan Ezekiel, Manu Shroff (1985–1990)
- Đầu và giữa thập niên 1990: T. N. Ninan, Swaminathan Anklesaria Aiyar
- Cuối thập niên 1990: Jaideep Bose
- 2004: Rajrishi Singhal và Rahul Joshi
- 2010-nay: Rahul Joshi